# Lionel Boniface de Castellane-Majastres
Le marquis Lionel Boniface de Castellane-Majastres, né le 29 septembre 1891 à Gardegan-et-Tourtirac et mort le 29 novembre 1965 à Béziers, est un escrimeur français maniant le fleuret.

## Carrière
Lionel Boniface de Castellane-Majastres participe aux épreuves individuelle et collective de fleuret lors des Jeux olympiques d'été de 1920 à Anvers. Il décroche une médailles d'argent lors de l'épreuve par équipes.